# 八幡市立男山第三中学校
八幡市立男山第三中学校（やわたしりつ おとこやまだいさんちゅうがっこう）は、京都府八幡市男山笹谷に所在する公立中学校。通称「三中」（さんちゅう）。

## 概要
八幡市で3校目の中学校として1975年に開校した中学校である。
男山団地北部と橋本地区、西山地区を校区としている。
校地は鉄筋3階建て校舎3棟、体育館、柔剣道場（選挙の際に使用）、グラウンドからなり、他の市立中学校と同様にプールは導入されていない。
学校給食が2017年5月1日より導入されている。
制服は指定のものを着用することになっている。

## 沿革
- 1975年（昭和50年）4月 - 八幡町立男山第三中学校開校（男山中学校、男山第二中学校から分離）
- 1977年（昭和52年）11月 - 市制施行に伴い八幡市立男山第三中学校に改称
- 1978年（昭和53年） - 北校舎を新築、中校舎の一部を増築。生徒数が500人を突破
- 1981年（昭和56年） - 中校舎、北校舎を増築（それぞれ西側へ拡張。生徒数798人）
- 1982年（昭和57年）6月 - 柔剣道場竣工[1]
- 1984年（昭和59年） - 北校舎を増築（西側へ拡張）、障害児学級新設。生徒数が1000人を突破
- 1985年（昭和60年）10月 - 職員室にコンピューターを配備（南山城地域で初）[2]
- 1988年（昭和63年） - 生徒数がピークを迎える（1263人、31学級）
- 1990年（平成2年）3月 - LL教室新設[3]
- 1992年（平成4年）10月 - コンピューター教室新設[4]
- 1999年（平成11年）7月 - 体育館の天井からコンクリート片が落下[5]
- 2001年（平成13年） - コンピューター機器を更新
- 2002年（平成14年） - 校内LANを整備。教室に壁掛け型扇風機を設置[6]
- 2003年（平成15年）4月 - 2学期制導入（市立学校初）
- 2003年（平成15年）5月 - 天竜川下り転覆事故発生[7]
- 2004年（平成16年）7月 - 「敷地内（校内）全面禁煙」を実施開始[8]
- 2004年（平成16年）10月 - 耐震補強工事竣工
- 2006年（平成18年） - 「読み書き計算モジュール学習」を開始
- 2007年（平成19年） - 昼食サポート制度を本格実施
- 2008年（平成20年） - 特別教室（保健室、図書室、音楽室、家庭科室）にエアコンを設置[9]
- 2010年（平成22年）7月 - 普通教室にエアコンを設置[10]。太陽光発電設備設置[11][12]
- 2011年（平成23年） - 各教室に地デジ対応液晶テレビを設置
- 2011年（平成23年）7月 - NIE（教育に新聞を）2011年度実践指定校に認定[13]

## 部活動
体育系
- 陸上競技部
- サッカー部
- 野球部
- ソフトボール部
- 男子ソフトテニス部
- 女子ソフトテニス部
- 男子卓球部
- 女子卓球部
- 女子バスケットボール部
- 女子バレーボール部
- 剣道部

文化系
- 吹奏楽部
- 美術部
- カルチャー・理科部

かつて存在した部活動
- 柔道部
- 体操部
- 男子バレーボール部
- 囲碁・将棋部
- 演劇部
- 合唱部
- ESS部
- 家庭科部
- 理科部
- 技術部

## 校区
八幡市では公立学校選択制が導入されていないため、この2校の小学校区在住の場合、市立中学校への進学は原則男山第三中学校となる。
- 八幡市立橋本小学校の校区（全域）
- 八幡市立さくら小学校の校区（全域）

## 周辺施設
- さつき近隣公園
- 旧八幡市立八幡第五小学校
- わかたけ保育園

## 著名な卒業生
- 山崎哲秀（極地探検家）
- 石塚啓次（元Jリーガー、現、実業家）
- 竹之内悠（自転車競技選手）
- 中村大輝（俳優）
- 與真司郎（歌手グループ・AAA）

## 交通
- 京阪本線 樟葉駅（特急停車）下車
  - 樟葉駅から京阪バス乗車約10分、「長沢」または「北センター」下車。

## その他

### コンクリート片落下事故
1999年7月9日朝、部活動をするために体育館に入った教師が体育館床にコンクリート片が落下しているのを発見した。けが人はいなかった。8日夜から9日朝にかけて、コンクリート製の柱（高さ7.7m）の上端が、縦46cm、横27cm、厚さ10cm（いずれも最大値）にわたって落下した。
市は13日までに柱のひび割れ部分に樹脂を注入したり、更に崩落しそうな部分を取り去る処置をした。
男山第三中学校の体育館は、鉄筋コンクリート造りで、18本のコンクリート柱が屋根を支えている構造で、同じ工法の市立学校の体育館を点検することになった。

### 天竜川下り転覆事故
2003年5月23日、長野県飯田市時又の天竜川で、修学旅行に来ていた男山第三中学校3年生25人と引率の教師2人、船頭2人の計29人が乗った観光船（川下り船）が転覆した。29人全員が救助され、生徒1人が頭部打撲の軽いけがをし、船頭1人が肋骨の折れる重傷を負った。
事故は天竜橋の上流約300m付近（水深2～4m、川幅約25m）で起きた。修学旅行中の3年生226人が9隻の船に分かれて弁天港を出発し、下流にある終点の時又港に向かったが、このうち2隻目に出発した船が転覆した。転覆した2隻目は水深が浅く流れも急な天竜川とイタチガ沢の合流する付近で岩にぶつかり、船底から浸水、全員が船外へ投げ出された。その後自力で岸まで泳ぎ着いたり、後続の船やたまたま居合わせたボートに乗った人に助け出されたりして、全員が救助された。転覆後、約500m流された生徒もいたという。問題の岩は左岸から約4mの水中に先端を数センチのぞかせた状態であり、船は船首部分からやや斜めに岩へ乗り上げた結果、中央部に穴が開き、浸水しながら転覆、沈没したと考えられている。
船は全長12m、幅2m、深さ60cm、30人乗りの向かい合わせに乗る形で、運営会社の「天竜舟下り」によると、背中の部分にスポンジタイプの救命具を備え付けていたが、救命胴衣は装着していなかった。事故当時増水していたわけではなく、天候も特に荒れていなかったため、船頭の操縦ミスの可能性が高いという。
天竜川下りでは、1987年5月にも観光船が水面に出ていた丸太にぶつかり転覆する事故を起こしていた（2人が死亡）。今回の事故を受けて同社は2003年6月、従来のスポンジタイプの救命具の設置に加えて、大人を含む乗客全員にライフジャケットの着用を義務化した。

## 校区が隣接している学校
- 八幡市立男山第二中学校
- 八幡市立男山中学校
- 大山崎町立大山崎中学校

以下は大阪府。
- 島本町立第一中学校
- 枚方市立楠葉中学校
- 枚方市立楠葉西中学校